# Población de Cerrato

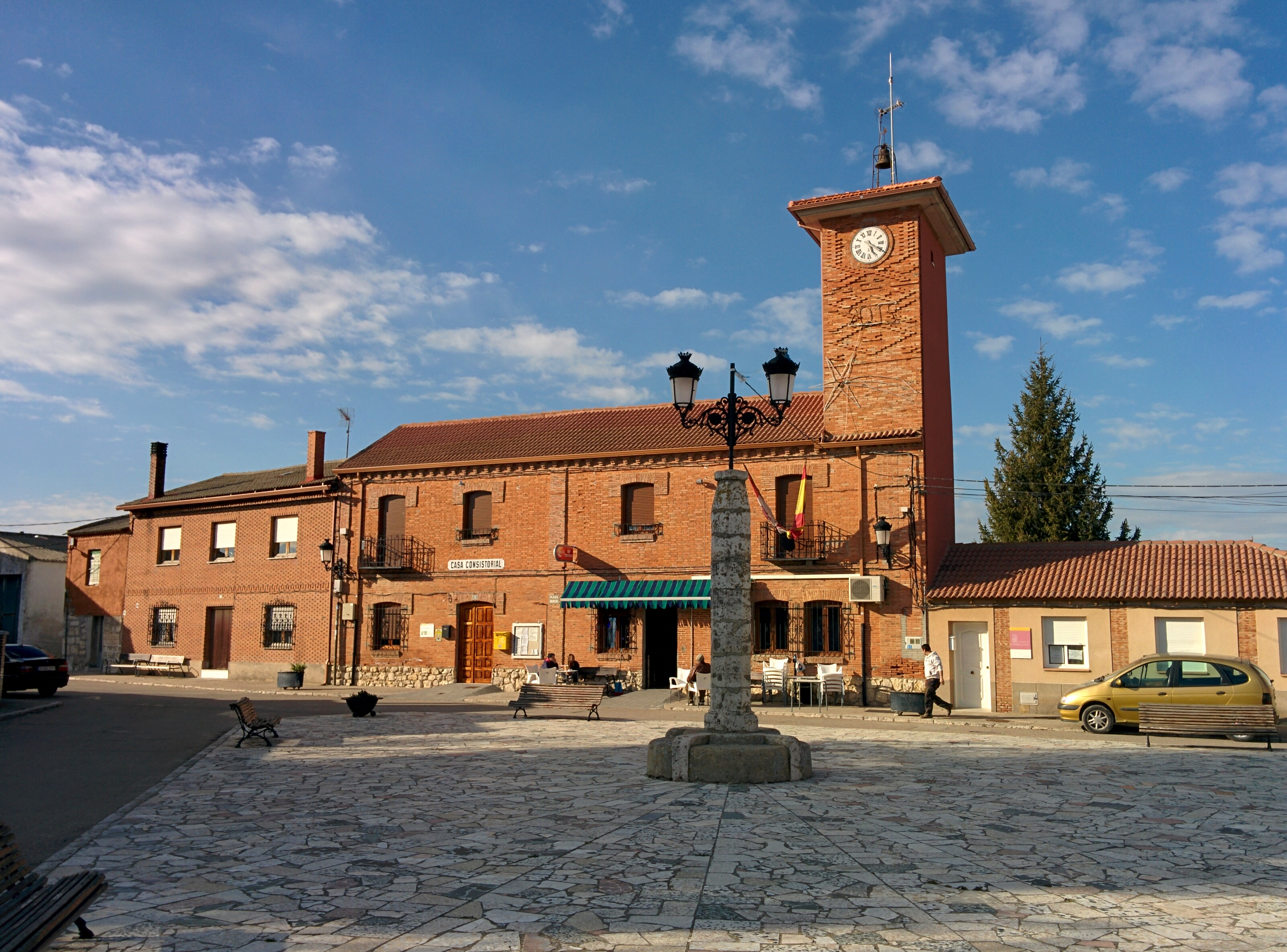
Gemeentehuis van Población de Cerrato

Población de Cerrato is een gemeente in de Spaanse provincie Palencia in de regio Castilië en León met een oppervlakte van 19,80 km². Población de Cerrato telt 120 inwoners (1 januari 2016).

## Demografische ontwikkeling
Bron: INE, 1857-2011: volkstellingen